# Simon Pardakhty
Pas d'image ? Cliquez ici

a Compétitions nationales et continentales officielles uniquement.

b Matchs officiels uniquement.
Dernière mise à jour le 11 janvier 2021.
Simon Pardakhty, né le 5 juin 1991, est un joueur germano-chilien de rugby à XV qui évolue au poste de troisième ligne et de centre.

## Biographie
Simon Pardakhty est né en Allemagne de parents irano-germaniques. Il emménage au Chili avec ses parents à l'âge de 4 ans. Étudiant à l'université du Chili, il découvre le rugby à XV sur le tard, à 16 ans, au sein du Prince of Wales CC (en). Il intègre rapidement l'équipe première du club, et devient international chilien à 18 ans ; il est par la suite nommé capitaine à 19 ans avec l'équipe des moins de 20 ans. En 2012, il décide de partir en Nouvelle-Zélande. Il rejoint ainsi le club de Burnside à Christchurch. En 2013, il est de retour dans son club formateur, le Prince of Wales CC, puis repart en Nouvelle-Zélande en 2014, au sein du Waipu RSC. Là-bas, il y est repositionné centre, alors qu'il est troisième ligne de formation.
Après son exil néo-zélandais, il rejoint la France et le GS Figeac en Fédérale 2, où il ne reste qu'une saison. Il rejoint en effet le Stade Rodez Aveyron qui évolue un échelon au dessus. A Rodez, il joue d'abord centre puis est repositionné à son poste d'origine au cours de la saison. Le club souhaitait le prolonger, mais il prend « le risque de partir ailleurs » malgré une proposition de prolongation à Rodez. La proposition ailleurs ne se concrétise pas, et il retourne alors dans son club formateur au Chili pour la saison 2016-2017, où il retrouve la sélection nationale.
En 2017, il retourne finalement en France, étant recruté par le SC Albi ; obtenant un « petit salaire », il n'est plus sous contrat professionnel pour la saison 2018-2019, où il vit des primes de match. À Albi, il a d'abord signé comme centre, mais son entraîneur Arnaud Méla l'a finalement aligné en troisième ligne à la suite de bonnes prestations à l'entraînement. La première saison à Albi de Simon Pardakhty a été « difficile » en raison de problèmes d'intégration, « par [sa] faute ». Mais par la suite, il va prendre part à de nombreux matchs (17 en 2018-2019, 16 en 2019-2020) et devenir une pièce clé dans l'équipe.

## Statistiques en équipe nationale
| Année | Compétition                        | Matchs | Points | Essais | Transf. | Drops | Pénal. |
| ----- | ---------------------------------- | ------ | ------ | ------ | ------- | ----- | ------ |
| 2011  | Championnat d'Amérique du Sud 2011 | 1      | -      | -      | -       | -     | -      |
| 2013  | Championnat d'Amérique du Sud 2013 | 3      | 10     | 2      | -       | -     | -      |
| 2013  | Test match                         | 1      | -      | -      | -       | -     | -      |
| 2017  | Americas Rugby Championship 2016   | 2      | -      | -      | -       | -     | -      |
| Total | Total                              | 7      | 10     | 2      | -       | -     | -      |

| Essai | Adversaire | Lieu                          | Compétition                        | Date          | Résultat | Score |
| ----- | ---------- | ----------------------------- | ---------------------------------- | ------------- | -------- | ----- |
| 1     | Brésil     | Estadio Germán Becker, Temuco | Championnat d'Amérique du Sud 2013 | 27 avril 2013 | Victoire | 38-22 |
| 1     | Argentine  | Estadio Charrúa, Montevideo   | Championnat d'Amérique du Sud 2013 | 1 mai 2013    | Défaite  | 85-10 |